# Capanna Genzianella
La capanna Genzianella è un rifugio alpino situato nel comune di Bellinzona (frazione Pianezzo) in valle Morobbia, nel Canton Ticino, nelle Prealpi Luganesi, a 1.400 m s.l.m. nella località di Piano Dolce.

## Storia
Fu inaugurata nel 1969.

## Caratteristiche e informazioni
La capanna è disposta su un 2 piani, con refettorio unico per un totale di 35 posti. sono a disposizione piani di cottura sia a legna che a gas, completi di utensili di cucina. I servizi igienici e l'acqua corrente sono all'interno dell'edificio. Il riscaldamento è a legna e gas. L'illuminazione è prodotta da pannelli solari. I 19 posti letto sono suddivisi in una stanza ed una mansarda.

## Accessi
- Paudo 790 m Paudo è raggiungibile anche con i mezzi pubblici. - Tempo di percorrenza: 1,30 ore - Dislivello: 600 metri  - Difficoltà: T2
- Monti di Ravecchia 973 m I monti di Ravecchia sono raggiungibili anche con i mezzi pubblici. - Tempo di percorrenza: 1,30 ore - Dislivello: 400 metri - Difficoltà: T2
- Melera 945 m Melera è raggiungibile anche con i mezzi pubblici - Tempo di percorrenza: 1,15 ore - Dislivello: 450 metri  - Difficoltà: T2.

## Ascensioni
- Sasso Guidà (1.713 m)[1] - Tempo di percorrenza: 1,45 ore - Dislivello: 300 metri - Difficoltà: T2.

## Traversate
- Gesero 2 ore